# Ejwan

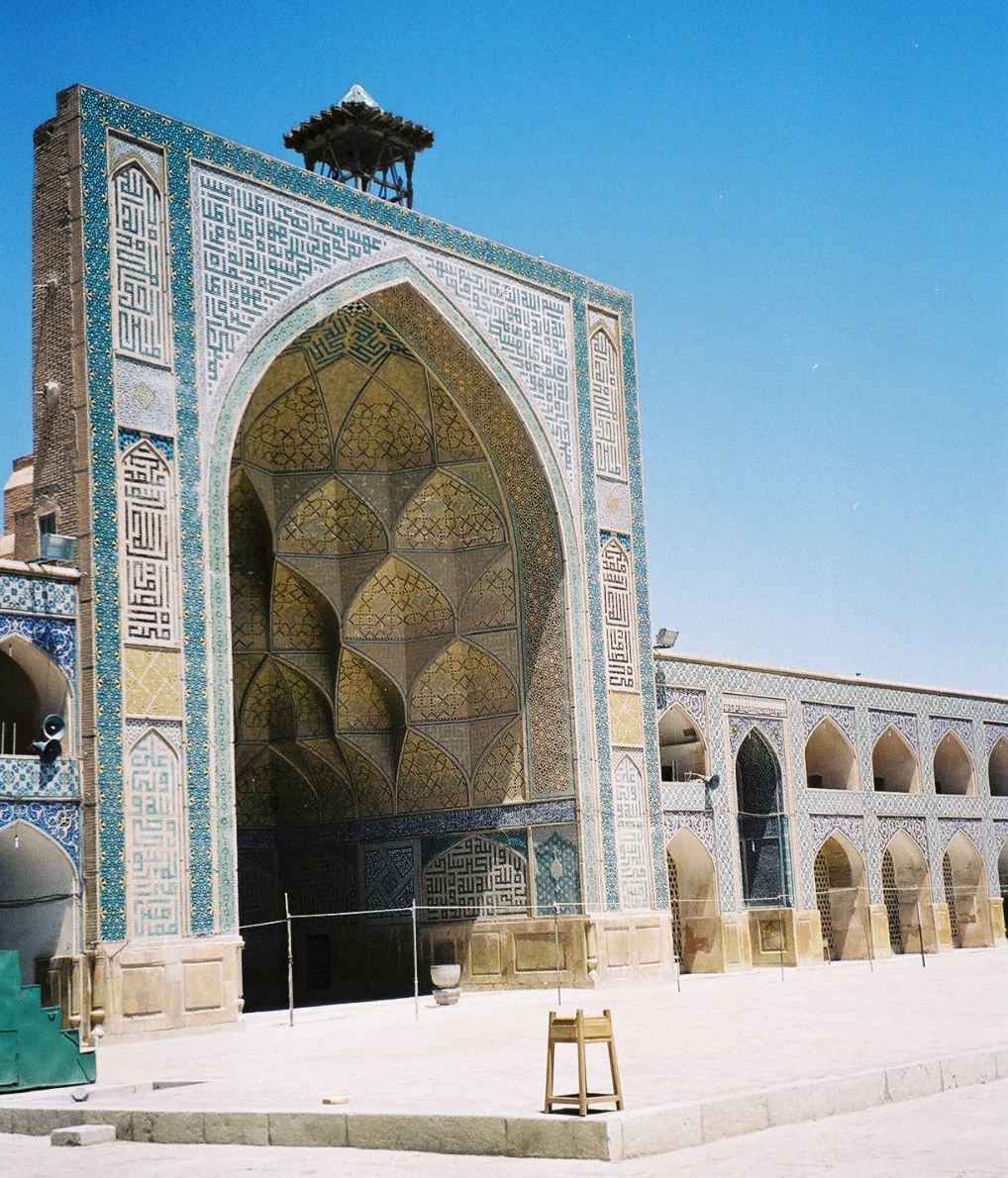
Ejwan Meczetu Piątkowego w Isfahanie

Ejwan, także iwan, liwan (pers. ‏إيوان‎ ayvān, ivan lub ivān/īvān, arab. ‏إيوان‎ ’īwān) – przesklepione pomieszczenie otwarte od strony dziedzińca, sklepione kolebką o załamanym łuku lub konchą, charakterystyczne dla architektury perskiej, z której przejęła ją architektura islamu.
Powszechne stosowanie ejwanów było jedną z cech charakterystycznych architektury perskiej z czasów Sasanidów. W późniejszym czasie ejwan stał się powszechnie stosowanym elementem architektury islamskiej. W czasach Seldżukidów został uznany za jeden z najważniejszych elementów budowli islamskich o różnym przeznaczeniu.
Ejwan pełni najczęściej funkcję monumentalnego wejścia do budynku o przeznaczeniu sakralnym – meczetu (zwłaszcza w założeniach czteroejwanowych, których przykładem jest Meczet Piątkowy w Isfahanie), medresy lub mauzoleum, ale spotykany także jako element innych budynków publicznych i prywatnych rezydencji. Ejwany są szczególnie powszechne w architekturze Azji Środkowej, Iraku i architekturze perskiej. Znacznie rzadziej występują w krajach śródziemnomorskich (głównie w Egipcie i Turcji).